# Майк Крушельницький
Майк Крушельни́цький (англ. Mike Krushelnyski, нар. 27 квітня 1960, Монреаль, Квебек, Канада) — професійний канадський хокеїст українського походження. Грав на позиції центрального нападника.

## Біографія
Провів 14 сезонів у Національній хокейній лізі. В різні роки захищав кольори «Бостон Брюїнс», «Едмонтон Ойлерс», «Лос-Анджелес Кінгс», «Торонто Мейпл-Ліфс» та «Детройт Ред-Вінгс». Триразовий володар Кубка Стенлі у складі «Едмонтон Ойлерс».
В регулярних чемпіонатах НХЛ провів 897 ігор, закинув 241 шайбу, зробив 328 результативних передач; на стадії плей-оф — 139 матчів, 29 голів, 43 передачі.
Після завершення ігрової кар'єри працював тренером. Входив до тренерського штабу «Детройта» в сезоні 1997/98. Очолював «Форт-Ворт Файр» з Центральної хокейної ліги. Тренував команду КХЛ «Витязь» із міста Чехов.

## Досягнення
- Кубок Стенлі (3): 1985, 1987, 1988 (гравець)
- Кубок Стенлі (1): 1998 (асистент головного тренера)

## Статистика
Статистика виступів у Національній хокейній лізі:
| Сезон        | Клуб                 | Ліга         | Регулярна першість | Регулярна першість | Регулярна першість | Регулярна першість | Регулярна першість | Плей-оф | Плей-оф | Плей-оф | Плей-оф | Плей-оф |
| Сезон        | Клуб                 | Ліга         | І                  | Г                  | П                  | О                  | ШХ                 | І       | Г       | П       | О       | ШХ      |
| ------------ | -------------------- | ------------ | ------------------ | ------------------ | ------------------ | ------------------ | ------------------ | ------- | ------- | ------- | ------- | ------- |
| 1981-82      | «Бостон Брюїнс»      | НХЛ          | 17                 | 3                  | 3                  | 6                  | 2                  | 1       | 0       | 0       | 0       | 2       |
| 1982-83      | «Бостон Брюїнс»      | НХЛ          | 79                 | 23                 | 42                 | 65                 | 43                 | 17      | 8       | 6       | 14      | 12      |
| 1983-84      | «Бостон Брюїнс»      | НХЛ          | 66                 | 25                 | 20                 | 45                 | 55                 | 2       | 0       | 0       | 0       | 0       |
| 1984-85      | «Едмонтон Ойлерс»    | НХЛ          | 80                 | 43                 | 45                 | 88                 | 60                 | 18      | 5       | 8       | 13      | 22      |
| 1985-86      | «Едмонтон Ойлерс»    | НХЛ          | 54                 | 16                 | 24                 | 40                 | 22                 | 10      | 4       | 5       | 9       | 16      |
| 1986-87      | «Едмонтон Ойлерс»    | НХЛ          | 80                 | 16                 | 35                 | 51                 | 67                 | 21      | 3       | 4       | 7       | 18      |
| 1987-88      | «Едмонтон Ойлерс»    | НХЛ          | 76                 | 20                 | 27                 | 47                 | 64                 | 19      | 4       | 6       | 10      | 12      |
| 1988-89      | «Лос-Анджелес Кінгс» | НХЛ          | 78                 | 26                 | 36                 | 62                 | 110                | 11      | 1       | 4       | 5       | 4       |
| 1989-90      | «Лос-Анджелес Кінгс» | НХЛ          | 63                 | 16                 | 25                 | 41                 | 50                 | 10      | 1       | 3       | 4       | 12      |
| 1990-91      | «Лос-Анджелес Кінгс» | НХЛ          | 15                 | 1                  | 5                  | 6                  | 10                 | —       | —       | —       | —       | —       |
|              | «Торонто Мейпл-Ліфс» | НХЛ          | 59                 | 17                 | 22                 | 39                 | 48                 | —       | —       | —       | —       | —       |
| 1991-92      | «Торонто Мейпл-Ліфс» | НХЛ          | 72                 | 9                  | 15                 | 24                 | 72                 | —       | —       | —       | —       | —       |
| 1992-93      | «Торонто Мейпл-Ліфс» | НХЛ          | 84                 | 19                 | 20                 | 39                 | 62                 | 16      | 3       | 7       | 10      | 8       |
| 1993-94      | «Торонто Мейпл-Ліфс» | НХЛ          | 54                 | 5                  | 6                  | 11                 | 28                 | 6       | 0       | 0       | 0       | 0       |
| 1994-95      | «Детройт Ред-Вінгс»  | НХЛ          | 20                 | 2                  | 3                  | 5                  | 6                  | 8       | 0       | 0       | 0       | 0       |
| Всього в НХЛ | Всього в НХЛ         | Всього в НХЛ | 897                | 241                | 328                | 569                | 699                | 139     | 29      | 43      | 72      | 106     |

Статистика виступів в інших лігах:
| Сезон   | Клуб                 | Ліга   | Регулярна першість | Регулярна першість | Регулярна першість | Регулярна першість | Регулярна першість | Плей-оф | Плей-оф | Плей-оф | Плей-оф | Плей-оф |
| Сезон   | Клуб                 | Ліга   | І                  | Г                  | П                  | О                  | ШХ                 | І       | Г       | П       | О       | ШХ      |
| ------- | -------------------- | ------ | ------------------ | ------------------ | ------------------ | ------------------ | ------------------ | ------- | ------- | ------- | ------- | ------- |
| 1978-79 | «Монреаль Джуніорс»  | QMJHL  | 46                 | 15                 | 29                 | 44                 | 42                 | —       | —       | —       | —       | —       |
| 1979-80 | «Монреаль Джуніорс»  | QMJHL  | 72                 | 39                 | 60                 | 99                 | 78                 | —       | —       | —       | —       | —       |
| 1980-81 | «Спрінгфілд Індіанс» | АХЛ    | 80                 | 25                 | 28                 | 53                 | 47                 | 7       | 1       | 1       | 2       | 29      |
| 1981-82 | «Ері Блейдс»         | АХЛ    | 62                 | 31                 | 52                 | 83                 | 44                 | —       | —       | —       | —       | —       |
| 1995-96 | «Кейп Бретон Ойлерз» | АХЛ    | 50                 | 16                 | 25                 | 41                 | 78                 | —       | —       | —       | —       | —       |
| 1996-97 | «Мілан»              | Італія | 2                  | 0                  | 0                  | 0                  | 0                  | —       | —       | —       | —       | —       |